# Yeon Min-ji
Lee Min-ji (14 de mayo de 1984), más conocida por su nombre artístico Yeon Min-ji, es una actriz y cantante surcoreana. También activa en Japón como Minji (ミンジ?) (ミンジ?).

## Filmografía

### Cine
| Año  | Título              | Papel                |
| ---- | ------------------- | -------------------- |
| 2008 | 252: Signal of Life | Kim Soo min          |
| 2009 | Lush Life           | Sona                 |
| 2010 | Swing Me Again      | Ha-young/Yuriko Noda |

### Serie de televisión
| Año     | Título                       | Papel                    | Red          | Ref.  |
| ------- | ---------------------------- | ------------------------ | ------------ | ----- |
| 2010    | Honcho Azumi - Season 2      | Han Yoo-na (episodio 11) | TBS          |       |
| 2010    | Athena: Goddess of War       | Jessica                  | SBS          |       |
| 2012    | Feast of the Gods            | Jane                     | MBC          |       |
| 2013    | Cuando un hombre ama         | Jin Song-yeon            | MBC          |       |
| 2013    | Basketball                   | Commissioner's wife      | tvN          | [ 3 ] |
| 2014    | Sweet Secret                 | Go Yoon-yi               | KBS2         | [ 4 ] |
| 2019    | Perfume                      | Song Min-hee             | KBS2         |       |
| 2020-21 | Color Rush                   | Yoo Yi-rang              | Seezn, Naver | [ 5 ] |
| 2021    | The Penthouse: War in Life 2 | (cameo episodio 3)       | SBS          | [ 6 ] |
| 2022    | From Today, We               | Choi Mi-ae               | SBS          | [ 7 ] |
| 2022    | Gold Mask                    | Seo Yoo-ra               | KBS2         | [ 8 ] |